# همایون خرم
امیر همایون خرم (زادهٔ ۹ تیر ۱۳۰۹ – درگذشتهٔ ۲۸ دی ۱۳۹۱)، نوازندهٔ ویلن، موسیقی‌دان، آهنگساز و رهبر ارکستر اهل ایران بود. او یکی از اعضای شورای عالی خانه موسیقی ایران بود. همایون خرم خالق تصنیف‌هایی نظیر غوغای ستارگان، رسوای زمانه، تو ای پری کجایی، شهزاده رؤیاها، طاقتم ده (ساغرم شکسته ساقی) و ده‌ها اثر دیگر است. وی با خوانندگان سرشناس زمانه خود از جمله مرضیه، الهه، دلکش، حسین قوامی، مهستی، هایده، محمدرضا شجریان، اکبر گلپایگانی و محمد اصفهانی همکاری داشت.

## زندگی‌نامه
همایون خرم ۹ تیر سال ۱۳۰۹ در روستای زیزار شهرستان دشتی استان بوشهر متولد شد. از آن‌جا که مادرش از شیفتگان موسیقی اصیل ایرانی بود و از میان مقام‌های موسیقی ایرانی به دستگاه همایون علاقه‌ای وافر داشت، نام همایون را برای فرزند خود برگزید. خرم در سن ۱۰–۱۱ سالگی به مکتب ابوالحسن صبا راه یافت و چند سال بعد به عنوان نوازندهٔ ۱۴ ساله، در رادیو به تنهایی به اجرا پرداخت. بعدها، در بسیاری از برنامه‌های موسیقی رادیو به‌ویژه در برنامه گل‌ها، به عنوان آهنگساز، تکنواز ویلن و رهبر ارکستر آثار متعددی آفرید.

## موسیقی
همایون خرم هارمونی را با فریدون فرزانه و با شیوه «سارلی» فراگرفته و در سازبندی از کورساکف متأثر بود. دشوار می‌شود ایرانی‌ای را یافت که نتواند ترانه «امشب در سر شوری دارم» را زمزمه کند. او با مشهورترین خوانندگان موسیقی ایرانی همکاری داشته است. حسین قوامی، مرضیه، دلکش، الهه، هایده، مهستی، شجریان، گلپا ایرج، نادر گلچین، عهدیه، پروین، محمد اصفهانی، علیرضا قربانی و… از آن جمله‌اند. از طرف دیگر باید گفت پروین نوری‌وند تا چندین سال خواننده انحصاری آثار خرم محسوب می‌شد.
وی همچنین تحصیلات دانشگاهی خود را در دانشگاه علم و صنعت ایران در رشته مهندسی برق ادامه داد. در جلد سوم کتاب موسیقی‌دان ایرانی نوشته پژمان اکبرزاده آمده است: «پس از وقوع انقلاب اسلامی در ایران، فعالیت‌های اجرایی همایون خرم دچار وقفه‌ای چندین ساله شد. اوقات او از آن پس، بیشتر صرف تدریس خصوصی ویلن و فعالیت‌های پژوهشی دربارهٔ موسیقی ایرانی شد.»
در مقدمهٔ کتاب «چهارمقام» می‌خوانیم:
"استاد همایون خرم آهنگساز و نوازندهٔ پرتوان ویولن از چهره‌های ماندگار تاریخ هنری ایران هستند. علاوه بر قطعات و تصانیف ایشان که بیشتر به آنها توجه شده است، ردیف‌ها و چهارمضراب‌های ایشان به عنوان دایرةالمعارف موسیقی ایرانی گنجینه‌ای غنی در نوازندگی، آهنگسازی و بداهه‌نوازی برای هنرمندان موسیقی ایرانی معرفی می‌شوند …
پرواضح است که نوازندگی و تفکر در چنین قطعات موسیقی می‌تواند راه‌گشای هنرمندان در قدرت نوازندگی، علم موسیقی، بداهه‌نوازی و آهنگسازی باشد."
از کارهای دیگر او می‌توان سخنرانی‌های زیر را نام برد:
- موسیقی ایرانی در مراکز هنری و فرهنگی اروپا و آمریکا مانند UCLA
- ابوالحسن صبا و موسیقی ایرانی در دانشگاه گیلان و دانشگاه پزشکی شیراز
- ابوالحسن صبا در انجمن موسیقی فارس
- مقامات موسیقی ایرانی در دانشگاه علامه طباطبایی
- علی‌نقی وزیری در فرهنگسرای ارسباران
- مشخصات موسیقی ایرانی در دانشگاه صنعتی اصفهان
- سخنرانی‌های متعدد دیگر در تالار رودکی تهران به مناسبت‌های گوناگون.

## سمت‌ها
- آهنگ‌ساز در برنامه‌های موسیقی ایرانی و برنامه گل‌ها
- استاد دانشکده موسیقی ملی
- دارای درجه ۱ هنری معادل مدرک دکترا از شورای ارزشیابی هنرمندان ایران[۳]
- رهبری ارکستر سازهای ملی
- عضویت در شورای عالی موسیقی رادیو

## آثار
از جمله آثار همایون خرم که به شهرت رسیده است، می‌توان به موارد زیر اشاره نمود:
- غوغای ستارگان - با صدای پروین و محمد اصفهانی
- پیک سحری (مهر و ماه) - با صدای پروین و محمد اصفهانی
- بازآمدی - با صدای عهدیه
- سرگشته - با صدای حسین قوامی و محمد اصفهانی
- دلم شکستی - با صدای حسین قوامی[۱۴]
- رفته - با صدای الهه
- رسوای زمانه - با صدای الهه و علیرضا قربانی
- یارم گره بر مو زده - با صدای الهه
- طاقتم ده - با صدای مرضیه
- اشک من هویدا شد - با صدای مرضیه
- ای ماه من - با صدای مرضیه
- از من بگذر - با صدای مرضیه و علیرضا قربانی
- نیمه شبان - با صدای مرضیه
- در میان گل‌ها - با صدای مرضیه
- از من بگذرید - با صدای مرضیه و جهان (خواننده)
- در بستر غم - با صدای مهستی
- ساقی ببین - با صدای مهستی
- خدا کند عاشق شوم - با صدای دلکش
- عالم تنهایی - با صدای دلکش[۱۵]
- تا به کی - با صدای پوران
- شهزاده رؤیا - با صدای یاسمین
- افسانه شیرین - با صدای هایده
- آتش - با صدای سیمین غانم
- قصه‌گو - با صدای هوشمند عقیلی

و در سال‌های اخیر:
- آهنگسازی آلبوم تنها ماندم با صدای محمد اصفهانی در سال ۱۳۷۹
- آهنگسازی آلبوم رسوای زمانه با صدای علیرضا قربانی در سال ۱۳۸۸
- ترانه بوی باران از آلبوم نون و دلقک با صدای محمد اصفهانی
- یار آشنا (آلبوم) (با تنبک محمود رفیعیان در سال ۱۳۹۲

یار آشنا نام یک آلبوم موسیقی ایرانی با نوازندگی ویلن همایون خرم و همراهی تنبک محمود رفیعیان است.

## کتاب‌ها
1. غوغای ستارگان (خاطرات هنری مهندس همایون خرم) انتشارات بدرقه جاویدان ۱۳۸۹. این کتاب توسط علی وکیلی که از شاگردان خرم بوده، ابتدا به صورت شفاهی روی نوار تهیه و سپس نوشته و ویرایش شده است.
2. ردیف اول چپ کوک (نوای مهر)؛ شامل آوازها، چهارمضراب‌ها (به اهتمام بابک شهرکی)
3. ردیف دوم راست کوک؛ شامل تعدادی از پیش‌درآمدها، چهارمضراب‌ها و رِنگ‌ها که به کوشش محمد رضا ترابیان تهیه و چاپ شد.
4. چهار مقام ردیف‌ها و چهارمضراب‌های مهندس همایون خرم در ماهور، چهارگاه، همایون و اصفهان (به همراه سی دی صوتی)، که توسط محسن کاظمیان از شاگردان خرم گردآوری و نگارش شده است. (در این کتاب مباحث جدیدی توسط نویسنده در حوزه ویولون ایرانی، وارد شده است، از جمله آکسان‌های دست چپ، دوبل نت‌های موسیقی ایرانی و نیز تعیین مترونوم برای ردیف‌ها)

## درگذشت
همایون خرم که در سال‌های پایانی زندگی به بیماری سرطان روده دچار شده بود و تحت شیمی‌درمانی قرار داشت، در سن ۸۲ سالگی در روز پنجشنبه ۲۸ دی ۱۳۹۱ در بیمارستان دی تهران درگذشت.
پیکر او، یکشنبه ۱ بهمن از روبه‌روی تالار وحدت با حضور اهالی موسیقی و دوستداران وی به سمت قطعه هنرمندان بهشت زهرا تشییع شد.

## رعایت حقوق مؤلف
رضا خرم (فرزند همایون خرم) نامه ای اعتراضی را از سوی خبرگزاری‌ها مبنی بر عدم رعایت حقوق آثار همایون خرم منتشر کرد که او و خانواده‌اش به روند سرقت آثار پدرش توسط برخی از اهالی موسیقی اعتراض کرده‌اند. در این نامه آمده است:
«دوستان عزیز هر اثر موسیقی سازنده و صاحب دارد، مؤلفی دارد که حقوق ناشی از آن متوجه ایشان یا وارثانش هست. اگر این موسیقی آمیخته با کلام باشد دو نفر صاحب این اثر مشترک هستند، آهنگساز و ترانه‌سرا.»